# 플레브스

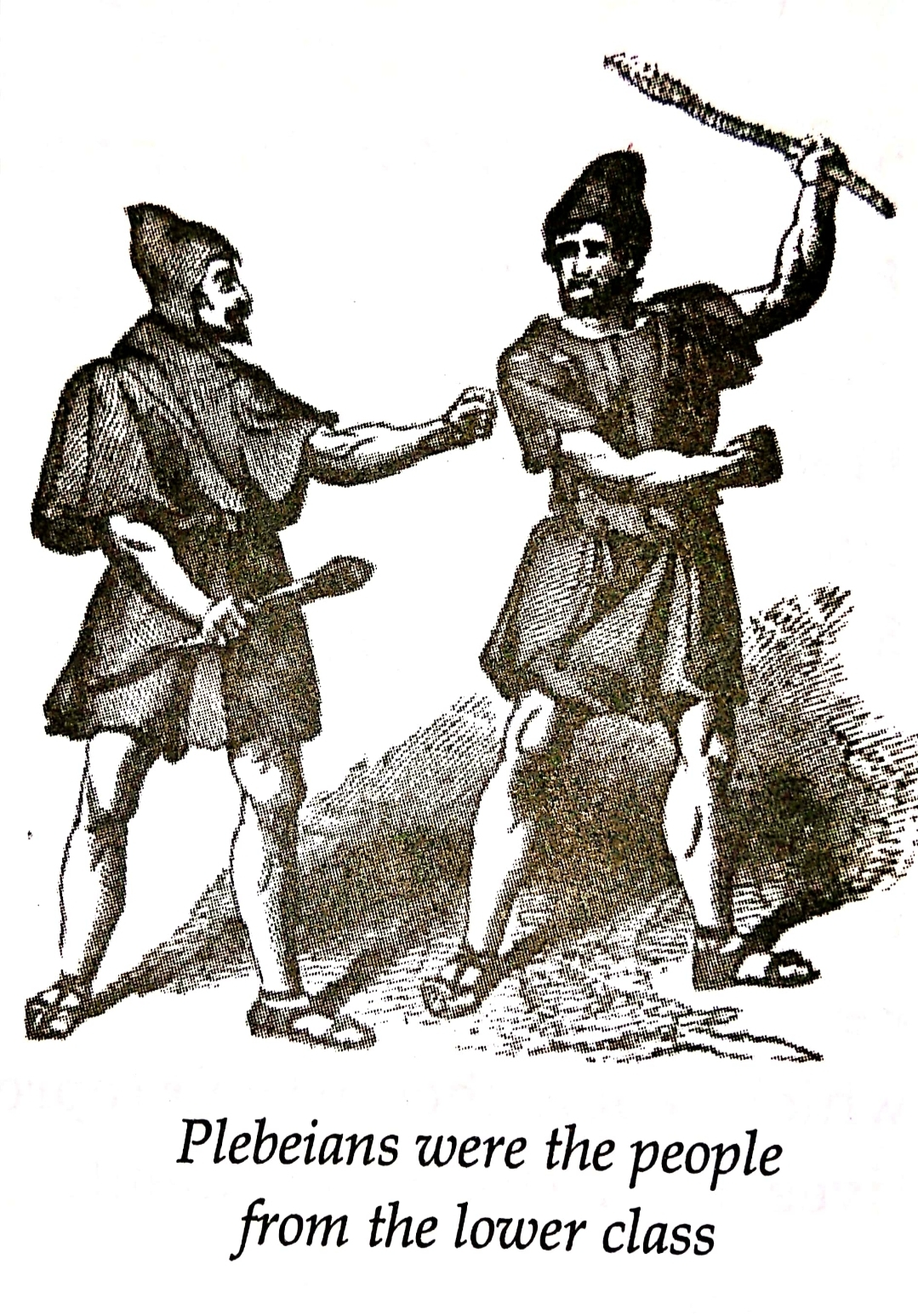

플레브스(라틴어: plebs)는 고대 로마의 평민으로, 귀족 계급인 파트리키와 함께 로마 시민을 이루었다. 처음에는 로마 사회의 중류 이하의 계급을 의미했고, 모든 공직이 파트리키에게만 열려 있었다. 심지어 두 계급 사이 통혼조차 금지되어 있었으나, 그러나 공화정 후기로 가면서 신분 투쟁으로 그러한 차별은 점점 없어지게 되었다.

## 개요
플레브스의 기원은 파트리키와 마찬가지로 잘 알고 있지 않다. 인종으로 구분을 하는 근거로도 부족했고, 또한 로마 왕정 시대에는 양자의 구별은 뚜렷하지 않았다. 그러나 왕정 초기 로물루스, 누마 폼필리우스, 툴루스 호스틸리우스의 치세까지의 로마 시민은 모두 파트리키라고 할 수 있었기 때문에 이후 안쿠스 마르키우스의 통치부터 로마로 이주한 사람들을 플레브스라고 부르고 있었던 것 같다. 초기에 플레브스는 로마 사회에서 이등 시민으로 인정받고 있었으며, 공화정의 전환기 전후까지 종교적인 의식과 행정에 참여하는 것이 허용되지 않았다.
왕정 폐지 이후에도 로마 원로원의 형태로 행정을 독점한 파트리키와 플레브스의 구별은 엄격했고, 12표법에서는 양자의 통혼조차 금지되어 있었다. 그동안 플레브스 계층에서는 씨족 관계가 정립되었고, 종족마다의 군대에 투신하여 이후 호민관을 배출하게 되었다.
플레브스는 점차 힘을 얻었고, 기존 세력인 파트리키와 대립하게 되었다. 우선 자신들의 트리부스 민회를 만들었고, 또한 로마를 떠나 몬테 사크로 언덕에 주둔하는 등 파트리키에게 조직적으로 반발했다. 이러한 사태에 원로원 의원인 파트리키는 타협을 시도했고, 기원전 494년에 민회에서 거부권이라는 막강한 권한을 가지며 플레브스만 차지할 수 있는 공직인 호민관의 설치에 동의한다. 이후 플레브스 중에서도 부유한 사람은 원로원 의원으로, 또는 지배 계급에 편입되어 리키니우스-섹스티우스 법에 의해 콘술도 플레브스에 개방된다. 그리고 기원전 1세기에는 파트리키 계열의 원로원 의원이 감소하면서, 플레브스 계열의 원로원 의원이 다수를 차지하는 가운데 양자의 차이의 의미는 그다지 중요하지 않게 되었다.
제정으로 바뀌면서 본래의 의미 외에도, 플레브스라는 단어는 원로원 의원을 낸 가족도 아니고, 에퀴테스 계급도 아닌 ‘로마 시민’을 가리키는 말로서 사용되게 되었다. 패권 국가로 지중해 세계로 영역을 확장했던 로마에서는 로마 시민 모두가 속주 백성과 노예 위에 군림하는 지배 계급화 ‘빵과 서커스’라는 말로 상징되는 특권, 기득권을 얻는 존재가 되었다.